# Pluvier petit-gravelot
Charadrius dubius
Espèce
Statut de conservation UICN

 LC  : Préoccupation mineure
Le Pluvier petit-gravelot (Charadrius dubius) ou Petit Gravelot est une espèce d'oiseaux limicoles appartenant à la famille des Charadriidae. C'est une espèce très répandue en Europe continentale et en Asie.

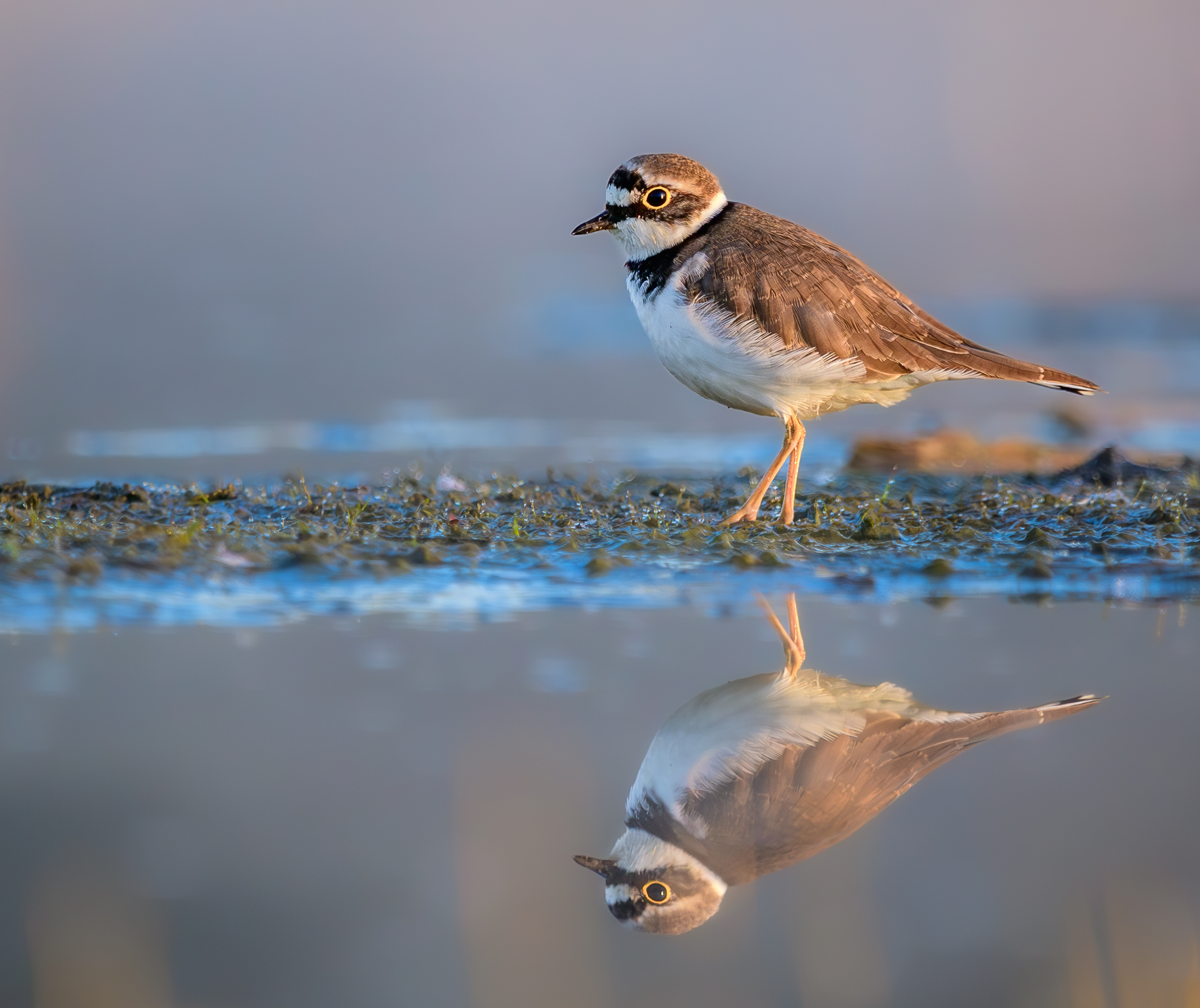
Un Pluvier petit-gravelot femelle dans une zone humide près de Ruremonde aux Pays-Bas.

## Description
Cet oiseau mesure 15,5 à 18 cm pour une envergure de 32 à 35 cm. Il ne présente pas de dimorphisme sexuel.
Légèrement plus élancé que le Grand Gravelot, le Pluvier petit-gravelot a le bec entièrement sombre et un cercle orbitaire jaune en période nuptiale. Contrairement à cette espèce, il ne possède pas de barre alaire.

## Comportement

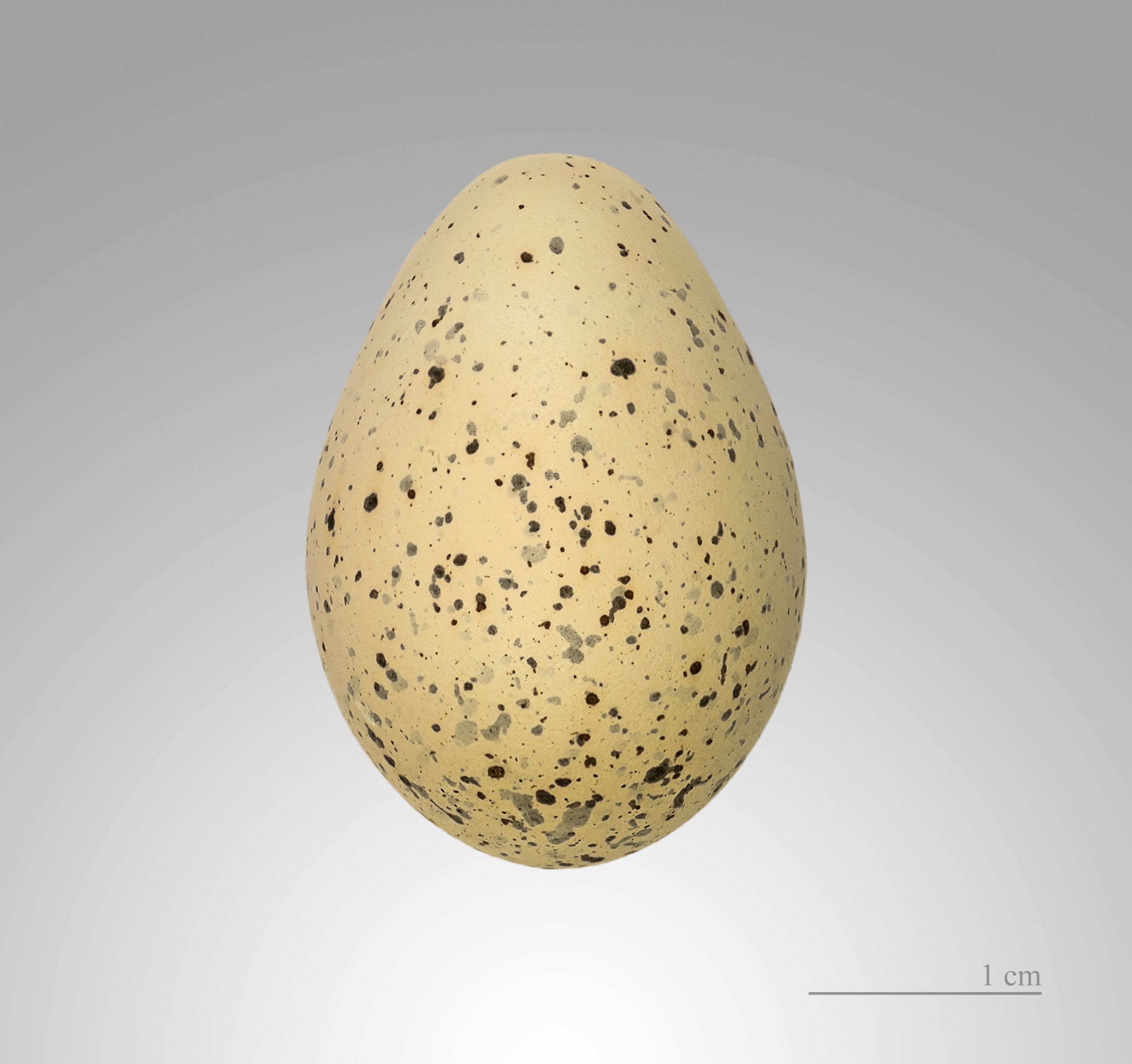
Œuf de Charadrius dubius curonicus - Muséum de Toulouse

### Alimentation
Ce limicole se nourrit d'insectes, de vers, de petits crustacés et de mollusques.

### Reproduction
Cet oiseau niche dans l'intérieur des terres dans des gravières, sablières, étangs à sec ou des friches rases. Le nid est une simple dépression creusée dans le sable des plages et des bords de rivières dans laquelle sont placés les œufs, ces derniers étant de la même couleur que le milieu pour éviter la prédation.

## Répartition et habitat

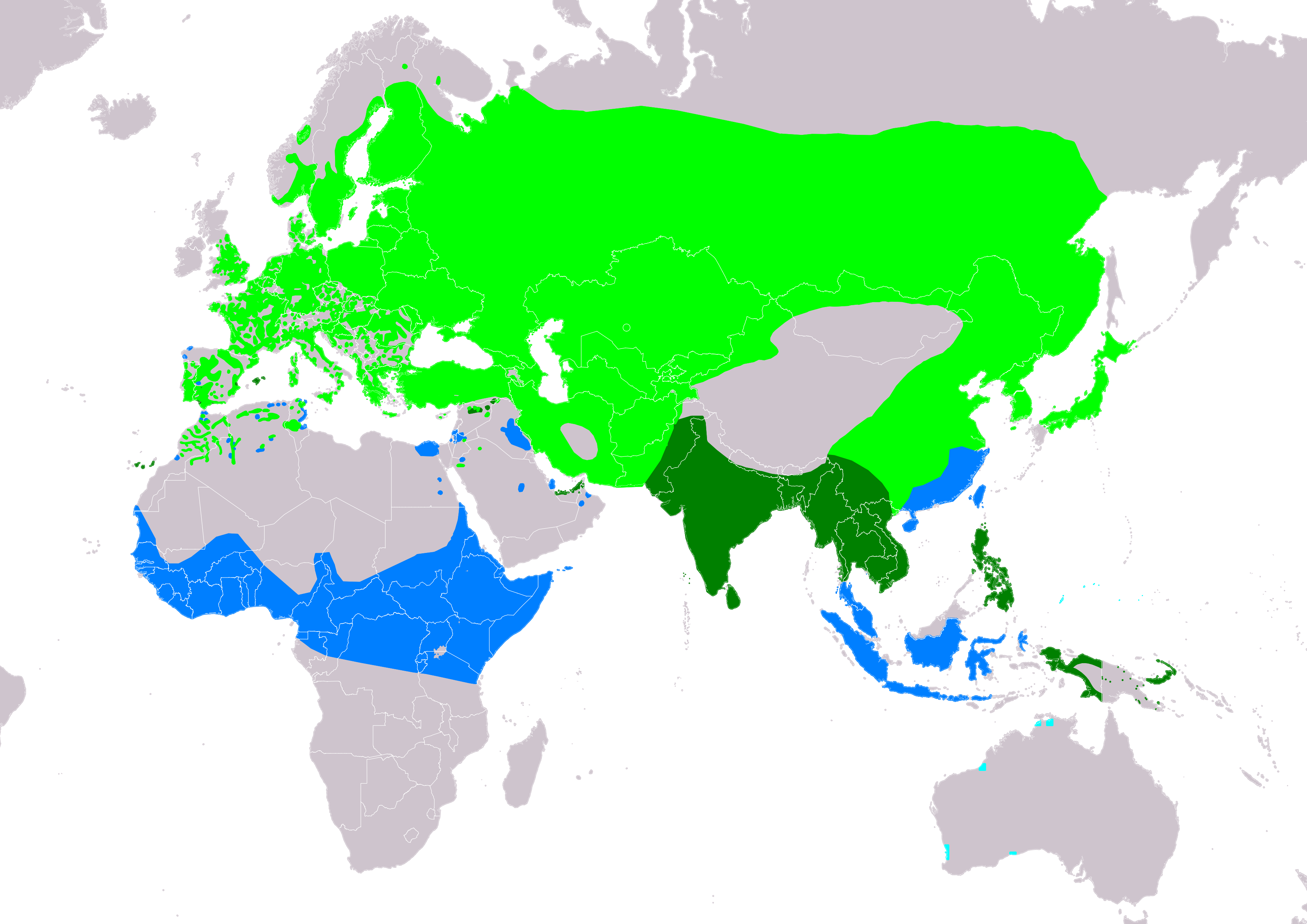
Répartition du Pluvier petit-gravelot

### Répartition
Il est largement répandu en Eurasie, en Afrique et en Indonésie. En Europe, il est présent de façon fragmentée le long du lit des grands fleuves. Migrateur au long cours, il hiverne en Afrique, au sud du Sahara. 

En France, c'est un nicheur local sur les côtes : nord du Cotentin, Finistère et Corse. On le retrouvé jusque dans le Haut-Doubs et en région Auvergne-Rhône-Alpes d'avril à septembre.

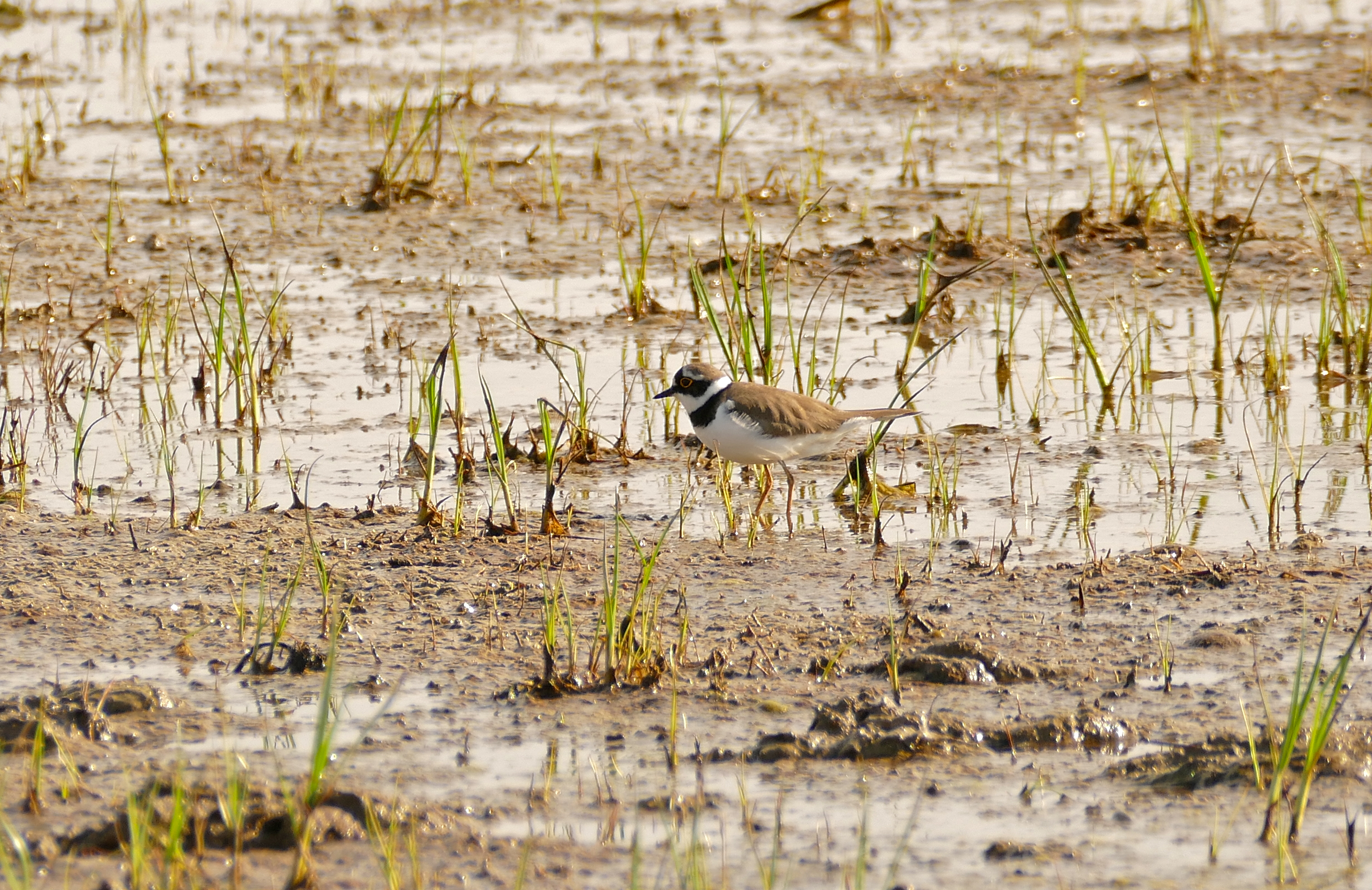
Habitat : zone marécageuse

### Habitat
À la différence du grand gravelot et du gravelot à collier interrompu qui fréquentent surtout les côtes, il aime les milieux ouverts dépourvus de végétation à proximité des zones marécageuses et fleuves au cours lent. On le retrouve également le long des cours d'eau et même en altitude. Le Pluvier petit-gravelot s'est aussi adapté aux terrains abandonnés d'extraction de granulats alluvionnaires.

## Systématique

### Taxonomie
L'espèce Charadrius dubius a été décrite par le naturaliste Giovanni Antonio Scopoli en 1786. Le nom valide complet (avec auteur) de ce taxon est Charadrius dubius (Scopoli, 1786).
Ce taxon porte en français les noms vernaculaires ou normalisés suivants : Petit Gravelot,,, Pluvier petit-gravelot,.
Charadrius dubius a pour synonymes :
- Argialitis curonica
- Chardrius dubius Scopoli, 1786

### Sous-espèces
D'après la classification de référence (version 14.1, 2024) de l'Union internationale des ornithologues, le Pluvier petit-gravelot possède 3 sous-espèces (ordre philogénique) :
- Charadrius dubius curonicus (J. F. Gmelin, 1789) ;
- Charadrius dubius jerdoni (Legge, 1880) ;
- Charadrius dubius dubius (Scopoli, 1786).